# Corallistes
Corallistes is een geslacht van sponsdieren uit de klasse van de Demospongiae (gewone sponzen). 

## Soorten
- Corallistes aculeata Carter, 1880
- Corallistes australis Schlacher-Hoenlinger, Pisera & Hooper, 2005
- Corallistes bispiraster Mothes & Silva, 1999
- Corallistes elegantior Schmidt, 1870
- Corallistes elegantissima Carter, 1880
- Corallistes isabela Desqueyroux-Faúndez & van Soest, 1997
- Corallistes masoni (Bowerbank, 1869)
- Corallistes microtuberculatus Schmidt, 1870
- Corallistes multituberculatus Lévi & Lévi, 1983
- Corallistes paratypus van Soest & Stentoft, 1988
- Corallistes thomasi Sollas, 1888
- Corallistes typus Schmidt, 1870
- Corallistes undulatus Lévi & Lévi, 1983
- Corallistes verrucosa Carter, 1880

Niet geaccepteerde soorten:
- Corallistes microstylifer → Neophrissospongia microstylifera
- Corallistes gracilis → Neoschrammeniella bowerbanki